# Mariakerk (Wierum)
De Mariakerk van Wierum is een oorspronkelijk omstreeks 1200 gebouwde kerk in Wierum in de Nederlandse provincie Friesland. Van de oorspronkelijke kerk rest alleen de zadeldaktoren en de westzijde. Het schip en het koor werden in 1912 vervangen door nieuwbouw.

## Geschiedenis
De kerk werd oorspronkelijk omstreeks 1200 gebouwd op een terp in het midden van het dorp. Door overstromingen is de noordzijde van het dorp in de zee verdwenen en kwam de kerk aan de rand van het dorp te liggen, tegen de zeedijk aan. De kerk werd in 1912 grotendeels vernieuwd. Schip en koor werden vervangen. De oude toren en de westzijde – een gereduceerd westwerk – van de kerk bleven gespaard. Ook veel van de gewelven en rondbogige doorgangen van de oude kerk zijn bewaard gebleven.
De gedeeltelijk van tufsteen gebouwde toren heeft een windvaan in de vorm van een aak, een schip dat door de plaatselijke vissers veel werd gebruikt. De geveltoppen van de toren dateren uit 1819. Nabij de kerk staat ook een standbeeld van een wjirmdolster, een pierensteekster. Ook dit beeld herinnert aan de periode van de zeevisserij, waarbij vrouwen van het dorp zeepieren zochten op het wad voor de visvangst.
De kerktoren is erkend als een rijksmonument.

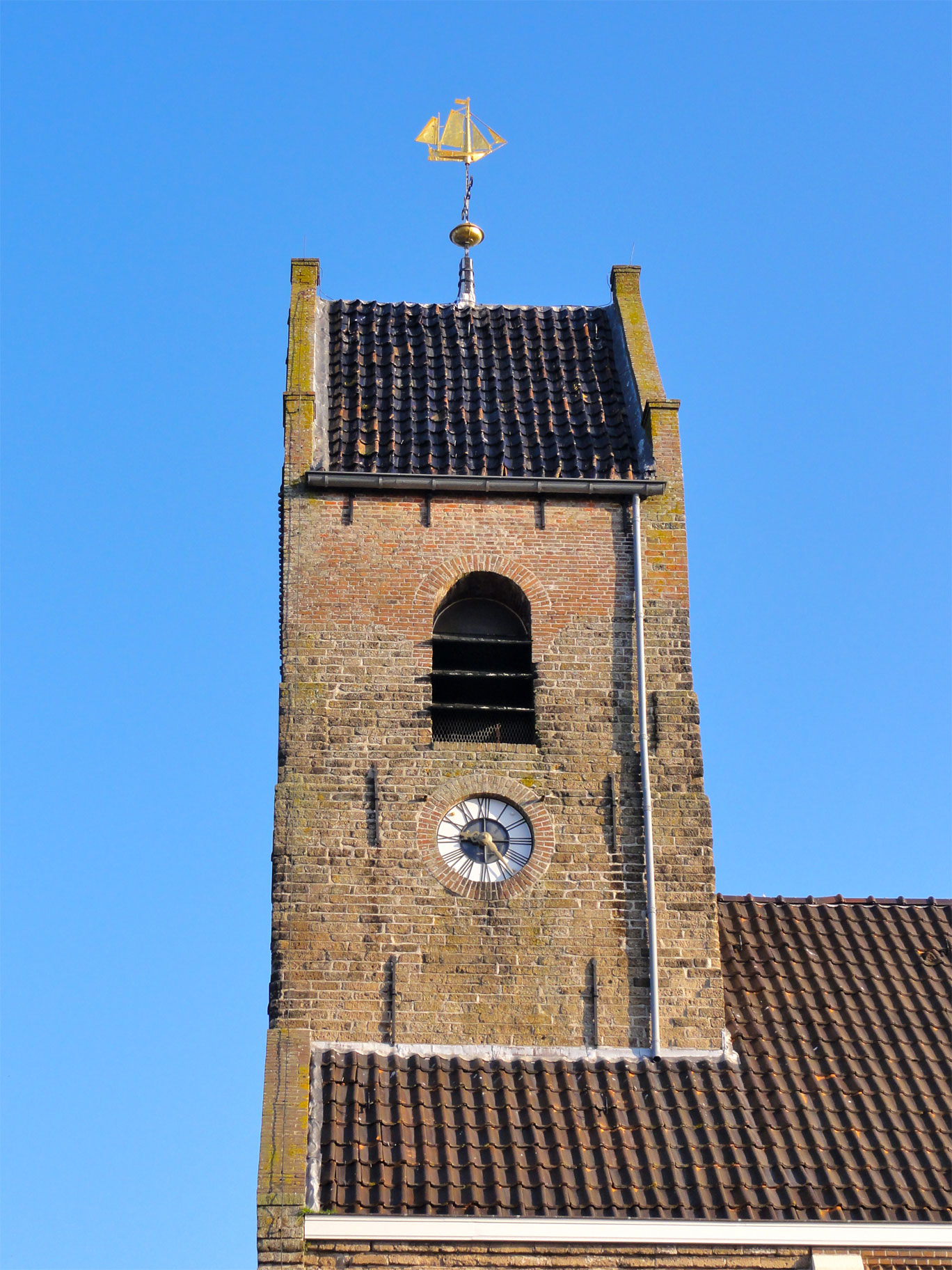
De kerktoren van Wierum met een windvaan in de vorm van een aak
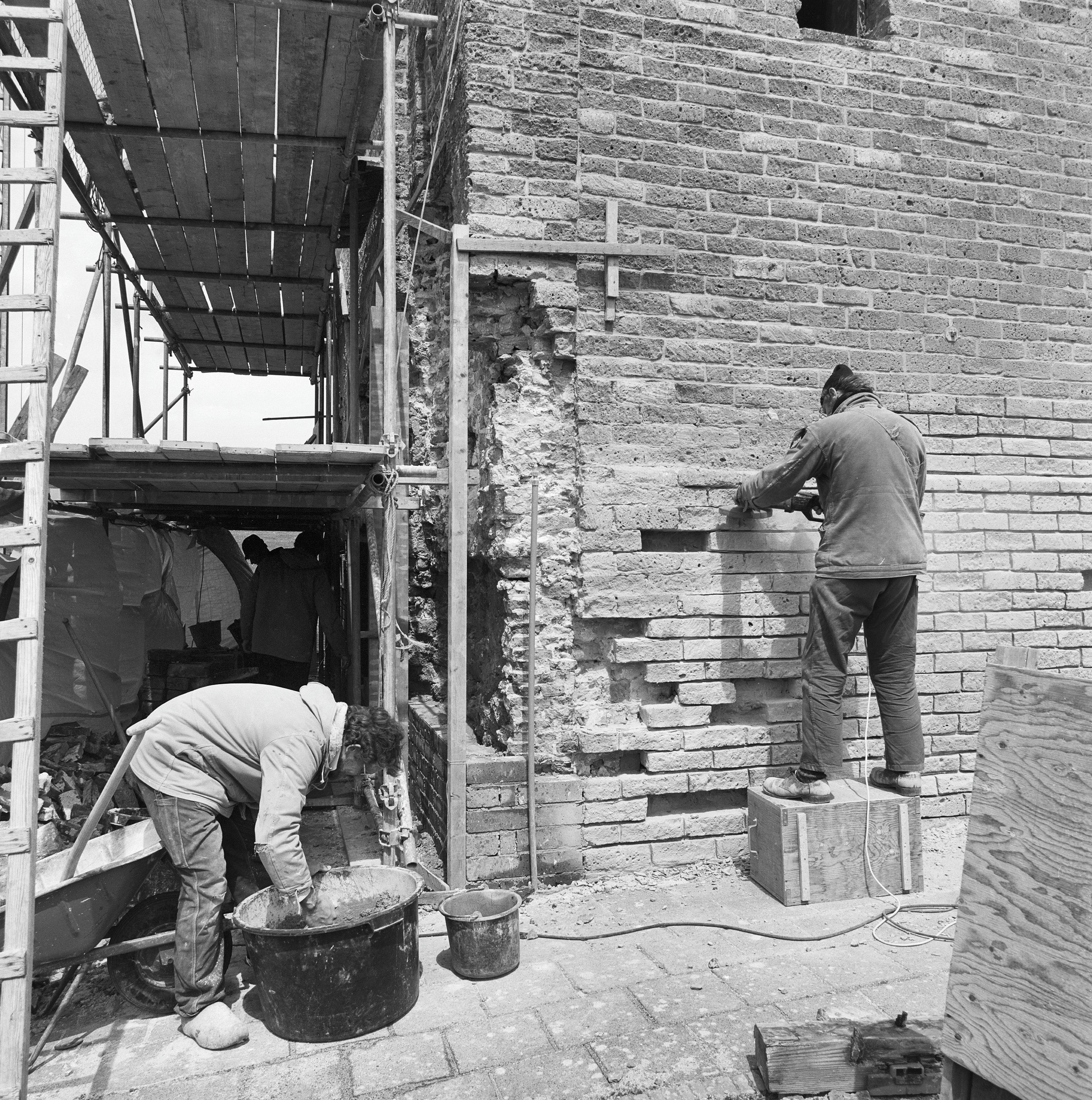
Restauratie in 1984
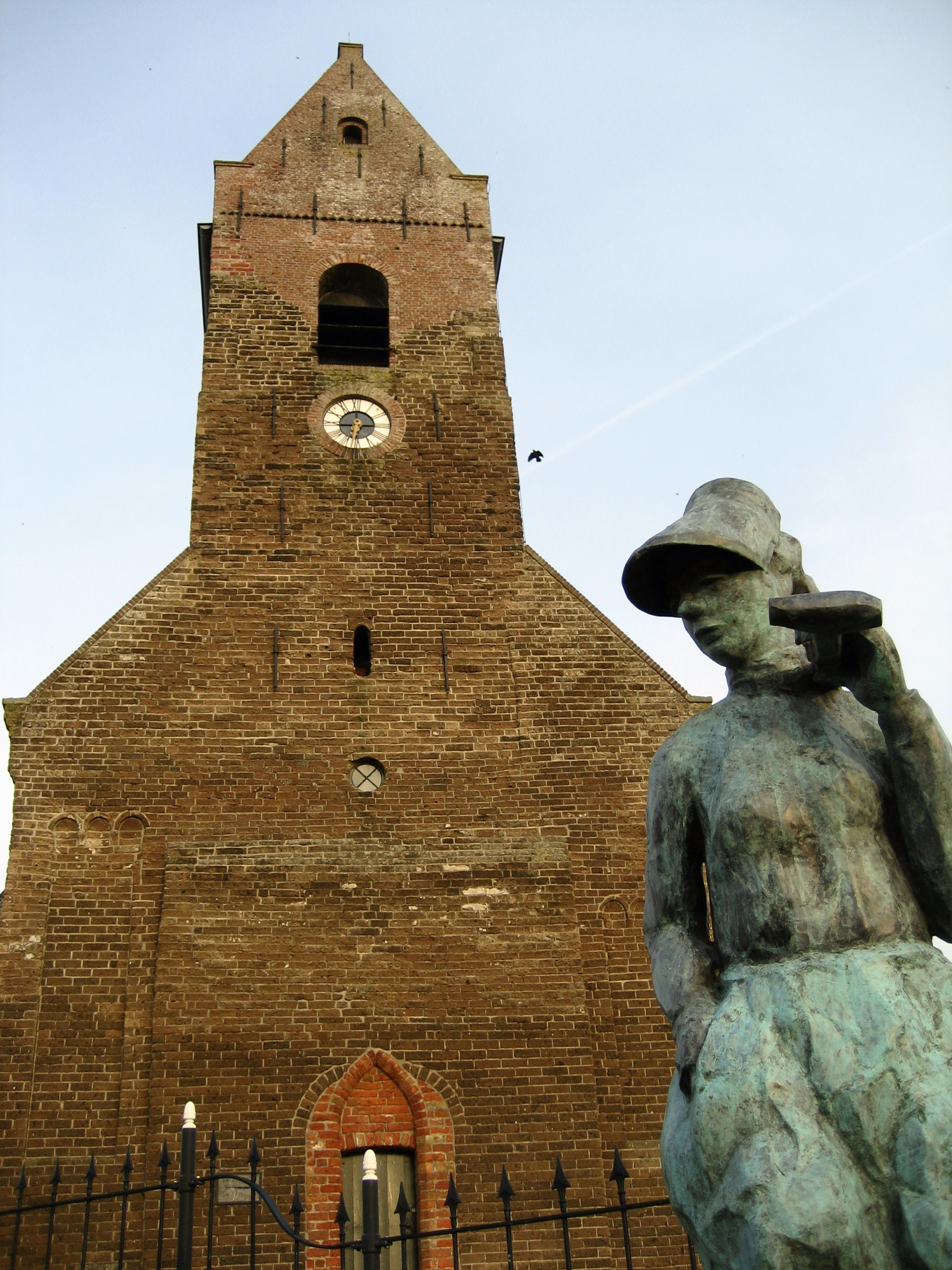
wjirmdolster (pierensteekster)
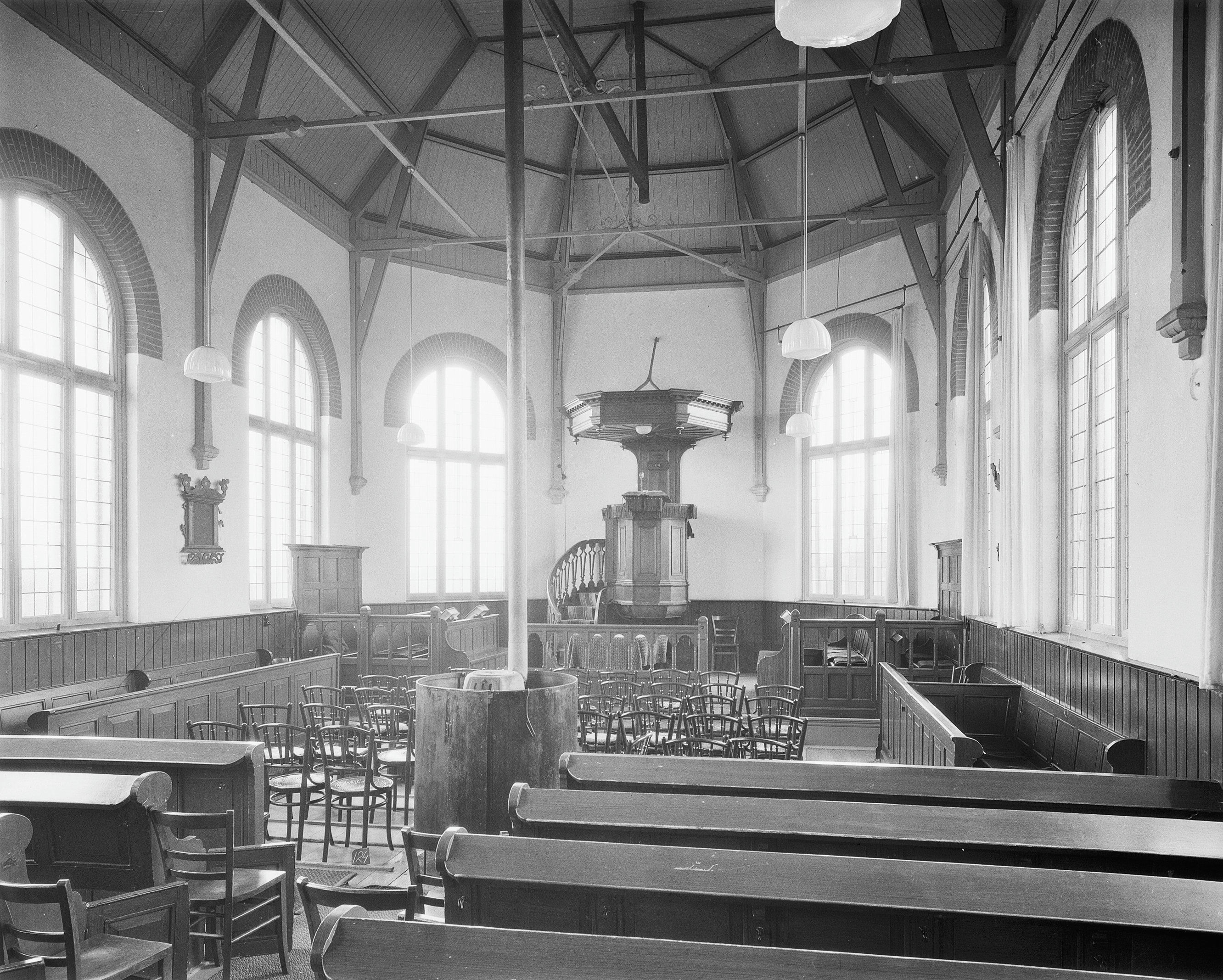
Interieur (1959)
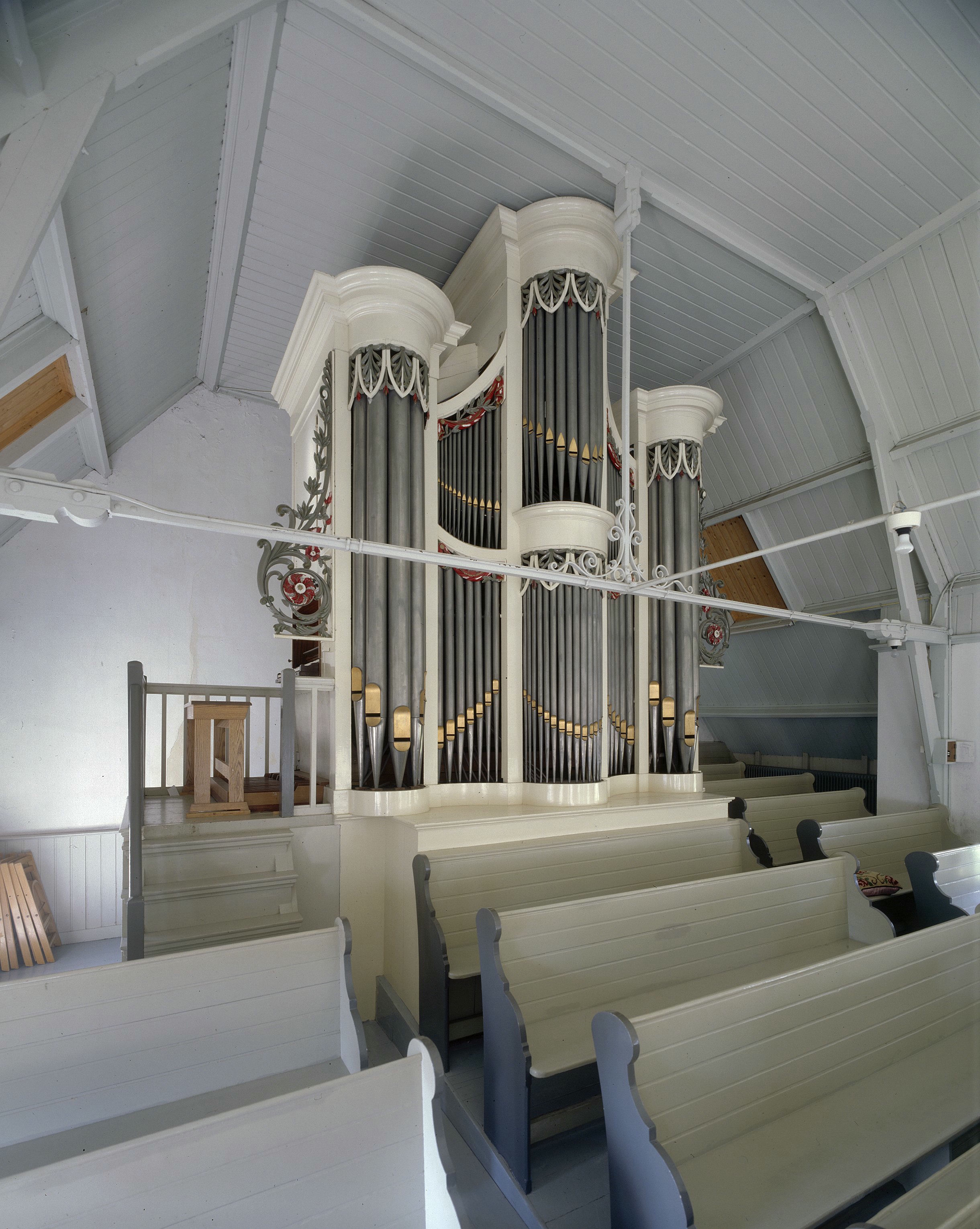
Orgel